# Йоахим Лудолф фон Алвенслебен (1661 – 1730)
Йоахим Лудолф фон Алвенслебен (на немски: Joachim Ludolf von Alvensleben; * 6 юли 1661 в Клостеррода, днес част от Бланкенхайн; † 11 ноември 1730 в Калбе а.д.Милде) е благородник от род Алвенслебен в Саксония-Анхалт, господар в Калбе и Клостеррода.
Той е син на (от седем деца) на военния комисар на Окръг Тюрингия Йоахим Вернер II фон Алвенслебен (1620/1622 - 1679) и съпругата м Мета Сузана фон Боденхаузен (1631 – 1673), дъщеря на Куно Ордомар фон Боденхаузен (1598 – 1654) и Мария фон Квитцов (1598 – 1662).
Баща му Йоахим Вернер II фон Алвенслебен купува през 1659 г. Клостеррода от „фон Боденхазен“.
Брат е на Бодо Дитрих фон Алвенслебен (1669 – 1719), господар в Клостерроде, женен на 16 ноември 1702 г. за Доротея Анна фон Бартенслебен (1666 – 1710).

## Фамилия
Йоахим Лудолф фон Алвенслебен се жени на 8 фрвруари 1693 г. в Калбе а.д.Милде за София Хедвиг фон Рауххаупт (* 8 май 1659, Ландин, Бранденбург; † 24 март 1726, Калбе), вдовица на Ернст Лудвиг фон Бюлов († 1683), дъщеря на Албрехт Фолрат фон Рауххаупт, господар на Ландин († 1675) и леля му Анна Агнес фон Алвенслебен (1618 – 1681), дъщеря на дядо му Йоахим Вернер фон Алвенслебен (1591 – 1639) и Елизабет Луция фон Залдерн (1596 – 1631). Те имат три деца: 
- Сузана София фон Алвенслебен (* 11 юли 1695; † 21 септември 1769)
- Йоахим Вернер фон Алвенслебен (* 14 април 1697; † 2 май 1741)
- Йохан Фридрих IV фон Алвенслебен (* 17 март 1698, Калбе; † 1 февруари 1752, Ванцлебен), майор, женен 1740 г. за Вилхелмина Луиза Ернестина фон Ерлах (* 22 ноември 1722, Алтенбург, Анхалт; † 22 август 1756, Гр-Ванцлебен); те имат седем деца, между тях:
  - София Доротея Шарлота фон Алвенслебен (1741 – 1820), омъжена на 10 август 1763 г. в Дьонщат за Фридрих Готлиб фон Трота (1744 – 1801)
  - Фридерика Елеонора Луиза фон Алвенслебен (1742 – 1805), омъжена на 3 май 1770 г. за Георг Вилхелм фон Бисмарк (1741 – 1808)
  - Йохана Каролина фон Алвенслебен (1746 – 1787), омъжена на 27 март 1764 г. за Гебхард XXVIII фон Алвенслебен (1734 – 1801)